# Llista d'episodis de Blue Dragon
Això és una llista d'episodis de la sèrie d'anime Studio Pierrot, Blue Dragon, basada en el videojoc del mateix nom. La primera temporada de cinquanta-un episodis es va emetre a TV Tokyo d'abril de 2007 a març de 2008. Una segona temporada de cinquanta-un episodis, titulada Blue Dragon: Els set dracs del cel, es va emetre d'abril de 2008 a març de 2009. Es va emetre per primer cop en català el 20 d'octubre de 2009 al Canal Super 3.

## Llista d'episodis

### 1a temporada (2007-08)
| Núm. | Títol                                                                      | Data d'emissió original | Data d'emissió en català |
| --- | -------------------------------------------------------------------------- | ----------------------- | ------------------------ |
| 1 | El despertar de l'ombra Kage, Hatsudō (影、発動)                           | 7 d'abril de 2007       | 20 d'octubre de 2009     |
| En Shu té l'obsessió de convertir-se en un mestre cavaller, un expert en l'art de l'espasa. Avui, precisament, n'arriba un al poble i en Shu està decidit a convertir-se en el seu deixeble. Abans, però, coneixerà la Zola, una guerrera que a partir d'ara l'acompanyarà en el seu periple per derrotar les Tenebres. Estàs preparat per conèixer les Ombres?!                        |                                                                            |                         |                          |
| 2 | La força blava Aoki Chikara (蒼き力)                                       | 14 d'abril de 2007      |                          |
| La Llum i les Tenebres comencen la guerra. En Shu es veu incapaç de controlar la seva Ombra, el Drac Blau, i ha començat a destruir tot el poble. En Jiro, el company de la Zola, es veurà obligat a fer servir la seva pròpia Ombra, el Minotaure, per evitar un bany de sang. En Shu pot arribar molt lluny, però el primer que ha de fer és dominar la força blava!                  |                                                                            |                         |                          |
| 3 | En Shu i en Jiro Shū to Jīro (シュウとジーロ)                              | 21 d'abril de 2007      |                          |
| En Shu, que encara és molt inexpert, ha començat els entrenaments amb en Jiro, l'amic de la Zola. D'entrada, ha d'aprendre a convocar l'Ombra, però també a controlar-la. Després d'un incident amb una de les seves tropes, el malvat rei Nené ha aprofitat per enviar-los en Dolsk amb la missió d'eliminar-los... per sempre!                                                        |                                                                            |                         |                          |
| 4 | Calces, l'as a la màniga Kirifuda wa Pantsu (切り札はパンツ)               | 28 d'abril de 2007      |                          |
| En Shu i companyia han arribat a una ciutat que ha estat destruïda per les tropes del Gran Regne d'en Nené. Allà, hi coneixeran en Marumaro, un membre de la tribu Debi que els confondrà amb els assaltants. Després d'una petita confusió, en Marumaro, un noi amb la capacitat de manipular les ombres, els deixarà clar que ell també està disposat a combatre les forces del mal.  |                                                                            |                         |                          |
| 5 | General Logi Zeneraru Rogi (ゼネラル·ロギ)                                 | 5 de maig de 2007       |                          |
| En Shu i companyia han decidit atacar la fortalesa on hi ha els presoners de la ciutat d'en Marumaro. La Zola té clar que ha de ser un atac sorpresa, però el llegendari general Logi de l'exèrcit del Gran Regne sap molt més del que es pensen. El general, que desconfia plenament dels Manipuladors d'Ombres, també els té una sorpresa preparada.                                  |                                                                            |                         |                          |
| 6 | Mec-mec Fuwafuwa no Mugyu (ふわふわのむぎゅ)                               | 12 de maig de 2007      |                          |
| De camí cap al Regne de Jibral, en Shu, la Kluke, la Zola, en Jiro, en Marumaro i el distingit Legolas, s'han aturat en un poble a descansar. Tot sopant, en Shu ajudarà la Buquet, una cambrera, a desfer-se d'un parell de clients que la molestaven. Decidida a tornar-los el favor, la Buquet convertirà l'estada dels nostres herois al poble en un autèntic malson.               |                                                                            |                         |                          |
| 7 | La trampa de la Dama Kifujin no Wana (貴婦人のわな)                        | 19 de maig de 2007      |                          |
| El malvat Nené ha ordenat al general Logi que elimini l'esquadró de Manipuladors d'Ombres que acompanyen la Zola. A partir d'ara tindrà autoritat per actuar i moure's lliurement per tot el regne. Mentrestant, els nostres herois ja són a la ciutat emmurallada de Jibral on, per sorpresa de tothom, han confós en Legolas per un impostor!                                         |                                                                            |                         |                          |
| 8 | Mestre Cavaller Naito Masutā (ナイトマスター)                              | 26 de maig de 2007      |                          |
| El rei de Jibral, com a recompensa per haver capturat un rebel que s'amagava a la seva ciutat, ha ofert als nostres herois tot el que desitgin. La Zola, sense pensar-s'ho dues vegades, ha demanat que li deixessin veure el Llibre dels Orígens, el llibre més antic del món. Per què el deu voler?! En Shu, en canvi, s'ha obsessionat amb en Conrad, un gran Mestre Cavaller!       |                                                                            |                         |                          |
| 9 | Objectiu, proposició matrimonial Puropōzu Daisakusen (プロボーズ大作戦)    | 2 de juny de 2007       |                          |
| Després de lluitar plegats contra l'exèrcit del Gran Regne d'en Nené, la Zola ha demanat al rei de Jibral que li doni el Llibre dels Orígens, com li havia promès. Resulta, però, que amb la confusió de la batalla, un lladre ha entrat a la biblioteca reial per robar les set últimes pàgines del llibre. I el lladre ha aparegut mort als afores del castell...                     |                                                                            |                         |                          |
| 10 | Logi, l'atac Rogi, Shūrai (ロギ、襲来)                                     | 9 de juny de 2007       |                          |
| La Zola té clar que si aconsegueixen travessar la frontera entre la República de Mitia i el Gran Regne podran arribar al seu objectiu principal: la Ciutat. S'ha d'evitar que el malvat Nené pugui crear Ombres artificialment amb la seva nova tecnologia. El que no saben és que el general Logi ho té tot previst i ja els té a punt una emboscada. Avui ho tenen complicat...       |                                                                            |                         |                          |
| 11 | Esquincem la xarxa Hōi Ami o Toppase yo (包囲網を突破せよ)                 | 16 de juny de 2007      |                          |
| En Shu i els altres han aconseguit infiltrar-se en el territori del Gran Regne, però un cop allà s'han trobat que els esperaven el general Logi i els seus homes. En Shu, desesperat, ha acabat despertant una força desconeguda del Drac Blau. I avui el general Logi està disposat a posar-la a prova personalment!                                                                   |                                                                            |                         |                          |
| 12 | L'estratègia d'en Dragnov Doragunofu Tokkō (ドラグノフ特攻)                | 23 de juny de 2007      |                          |
| Després de l'enfrontament amb el grup d'homes del general Logi, en Shu i companyia han quedat tots en territori enemic, però cadascú pel seu compte. Aviat, en Shu ensopegarà amb el tinent Dragnov, que li oferirà aigua i menjar, sense saber que no es tracta precisament d'un personatge gaire recomanable...                                                                       |                                                                            |                         |                          |
| 13 | Infiltrats Sennyū (潜入)                                                   | 30 de juny de 2007      |                          |
| En Shu i companyia per fi han arribat al castell d'en Nene, on l'exèrcit del Gran Regne lluita contra el Regne de Jibral i els països aliats. La Zola aprofitarà la confusió per infiltrar-se dins del castell amb l'objectiu d'arribar fins al malvat Nene, sense saber que abans s'haurà d'enfrontar al general Szabo, que té carta blanca del rei...                                 |                                                                            |                         |                          |
| 14 | El desig de la Kluke Kurukku no Omoi (クルックの想い)                      | 7 de juliol de 2007     |                          |
| Després d'haver-se infiltrat al castell, en Shu i companyia per fi s'han trobat cara a cara amb en Nene, que aviat els ha demostrat que no té rival. Avui, tot depèn de la Kluke, que, enmig de la desesperació, despertarà un nou poder de la seva Ombra, el Fènix, per intentar salvar els seus companys d'una mort segura. Per cert, pot ser que l'exèrcit de Jibral hagi desertat?! |                                                                            |                         |                          |
| 15 | El camí cap a l'esperança Kibō e no Shishin (希望への指針)                 | 14 de juliol de 2007    |                          |
| La Kluke encara no ha aconseguit despertar-se de l'estat de trànsit en què ha quedat després d'haver abusat dels seus nous poders. Ha sigut per salvar tots els seus companys d'una mort segura, però ara en Jiro li retreu a la Zola que els hagi fet enfrontar al rei Nene sense estar segurs de si el podrien vèncer. Aviat, però, se'ls obrirà els camí cap a l'esperança...        |                                                                            |                         |                          |
| 16 | El llibre dels orígens Hajimari no Sho (はじまりの書)                      | 21 de juliol de 2007    |                          |
| La Zola té clar que, després d'haver pogut fugir vius de la força d'en Nene, gràcies sobretot a la Kluke, d'entrada haurien de donar un altre cop d'ull al Llibre dels Orígens. Han d'anar en direcció cap a la República de Mitia, a la ciutat de Lògica, la ciutat dels llibres i de la saviesa. Allà els esperen sorpreses que no es poden ni imaginar!                              |                                                                            |                         |                          |
| 17 | L'Homeron ha mort Homeron wa Shinda (ホメロンは死んだ)                     | 28 de juliol de 2007    |                          |
| La Zola, en Shu i la resta del grup han arribat a Korin, una ciutat que ha prosperat gràcies al comerç de la informació. Sens dubte, el millor dels informadors és un misteriós personatge que es diu Homeron. Aviat s'adonaran, però, que el gran mestre Homeron té notícies que cap d'ells no vol escoltar.                                                                           |                                                                            |                         |                          |
| 18 | Estimada ombra Itoshi no Kage (愛しの影)                                   | 4 d'agost de 2007       |                          |
| En Marumaro ha sortit a pescar i s'ha ben maruperdut. Lluny dels seus companys i només amb l'ajuda del Tigre Sabre aviat trobarà un hostal on el rebran com si fos un rei. El que no sap és que els amos de l'hostal l'han confós per un dels Manipuladors d'Ombres del Gran Regne... i estan disposats a liquidar-lo sense pensar-s'ho dues vegades!                                   |                                                                            |                         |                          |
| 19 | L'enigma de les ruïnes Iseki no Nazo (遺跡のなぞ)                          | 11 d'agost de 2007      |                          |
| La Zola ha decidit portar tot el grup fins a les ruïnes del Fènix, a la ciutat llegendària de Luminas, per intentar que la Kluke aprengui a dominar el seu poder. D'altra banda, l'Homeron continua seguint la pista de l'Extra Set i de la dona que els va robar a Jibral. |                                                                            |                         |                          |
| 20 | El cavaller captiu Toraware no Naito (囚われのナイト)                      | 18 d'agost de 2007      |                          |
| El gran mestre Homeron, que s'ha retrobat amb en Shu i la resta, els ha explicat que en una de les bases frontereres del Gran Regne, el Castell de la Testa, hi ha un ordinador central que et permet accedir al seu sistema d'informació principal sense cap restricció. Ara també saben que la persona que ha robat l'Extra Set ha de tenir un poder enorme!                          |                                                                            |                         |                          |
| 21 | Persecució. L'informador Tsuiseki - Jōhōshi (追跡・情報師)                 | 25 d'agost de 2007      |                          |
| Mentre el gran mestre Homeron intenta infiltrar-se a la sala d'ordinadors del Castell De La Testa per accedir al sistema informàtic central del Gran Regne, en Gillian vol aprofitar l'oportunitat per atacar la Zola i els seus companys, que estan amagats al bosc amb els soldats que acaben d'alliberar de la presó d'Arkaz.                                                        |                                                                            |                         |                          |
| 22 | Bellesa efímera Kiekie no Iya~n (きえきえのいや〜ん)                       | 1 de setembre de 2007   |                          |
| En Shu i companyia han continuat fent camí fins que s'han perdut per la Vall de la Mort, on hi ha les restes d'un centre d'investigació que havia degradat tant el medi ambient que s'hi va originar un ecosistema força particular. Diuen que la gent que s'hi perd no en surt mai més. D'altra banda, la gelosia de la Cíntia podria acabar sent un problema molt greu...             |                                                                            |                         |                          |
| 23 | Cap al cel blau Sōkyū e (蒼穹へ)                                           | 8 de setembre de 2007   |                          |
| Les investigacions de l'Homeron, després d'haver seguit la pista a la Delphinium, la noia dels ulls blaus del servei d'intel·ligència del Gran Regne, l'han portat fins al Norg, un destructor aeri que és on se suposa que podria haver-hi els Extra Set. Ara tenen la intenció d'aprofitar una batalla aèria entre el Gran Regne i el Regne de Sabal per infiltrar-s'hi.              |                                                                            |                         |                          |
| 24 | Caça de dimonis Akuma no Tsuigeki (悪魔の追撃)                             | 15 de setembre de 2007  |                          |
| El gran mestre Homeron i la tripulació del Norg s'han estavellat al Gran Bosc de Brandish, una zona verge que no ha trepitjat mai ningú, cau d'uns monstres misteriosos i desconeguts, els ulback, els dimonis que es mengen els homes. En Shu i companyia també han tingut una avaria a la nau... i també han acabat al Gran Bosc de Brandish!                                         |                                                                            |                         |                          |
| 25 | Esquadró mòbil independent VS Dokuritsu Yūgekitai (VS独立遊撃隊)           | 22 de setembre de 2007  |                          |
| El gran mestre Homeron s'ha jugat la vida per saber qui és la persona que té els Extra Set, que ha resultat ser el General Logi. La Zola i companyia, tan bon punt ho han sabut, s'han mobilitzat de seguida. Tenen clar que atacaran la nau d'en Logi per sorpresa. No compten, però, amb la resistència de l'Esquadró Mòbil Independent!                                              |                                                                            |                         |                          |
| 26 | El deliri de la Cíntia Kyōran no Shinshia (恐乱のシンシア)                 | 29 de setembre de 2007  |                          |
| Per fi ha arribat l'hora d'entrar en combat i el General Logi ha demanat la col·laboració de tots. Els resultats que ha obtingut de desxifrar part dels Extra Set han donat lloc al Sistema Amplificador de Força. La Zola té clar que l'enemic a què s'enfronten ara no té res a veure amb el d'abans. Estan en clar desavantatge... I encara no han vist què els espera!              |                                                                            |                         |                          |
| 27 | Cap a la nau d'en Logi Rogi no Fune e (ロギの船へ)                         | 6 d'octubre de 2007     |                          |
| Després d'haver derrotat la Cíntia, l'objectiu principal dels nostres herois, en realitat, és poder recuperar els Extra Set. Per això la Buquet ha de poder arribar a la nau d'en Logi. En Shu i la Kluke seran els encarregats d'acompanyar-la i de cobrir-la. La Buquet ha de ser molt hàbil avui, i els homes del General Logi no els ho pensen posar gens fàcil...                  |                                                                            |                         |                          |
| 28 | D'amagatotis Kosokoso no Dokyun (こそこそのどきゅん)                       | 13 d'octubre de 2007    |                          |
| Per fi, la Zola ha pogut derrotar en Lemer i s'ha retrobat amb en Jiro i en Marumaro, que estan lluitant amb l'Schneider i l'Andropov. En Shu i la Kluke, d'altra banda, han d'unir forces per fer front als atacs del General Logi. La Buquet sap que l'Homeron es va jugar la vida per aconseguir la informació dels Extra Set. L'ha d'aprofitar costi el que costi.                  |                                                                            |                         |                          |
| 29 | Els extra set Ekusutora Sebun (エクストラセブン)                           | 20 d'octubre de 2007    |                          |
| Després de descobrir que la Buquet pot reproduir les imatges dels Extra Set, la Zola, amb l'ajuda de la Kluke i en Jiro, ha decidit copiar-les per desxifrar-ne el contingut. En realitat, el que han d'aconseguir és desxifrar un anagrama, una mena de codi que va crear algú que no volia que se sabés què hi diu...                                                                 |                                                                            |                         |                          |
| 30 | El drac de les tenebres Yami no Doragon (闇のドラゴン)                     | 27 d'octubre de 2007    |                          |
| Seguint les pistes que la Kluke ha identificat en els Extra Set, els nostres herois han arribat a les ruïnes del Drac Blau, que és on representa que poden trobar la manera d'alliberar la força de l'Ombra d'en Shu. El que no saben és que només el Manipulador d'Ombres corresponent pot endinsar-se a les ruïnes. És a dir, en Shu, i tot sol...                                    |                                                                            |                         |                          |
| 31 | Ser fort Tsuyoki Mono (強き者)                                             | 3 de novembre de 2007   |                          |
| Conscient que el Drac Blau ha agafat una nova Força, sa Majestat Nene ha confiat en l'Szabo perquè sigui la seva mà dreta i el seu braç executor. D'altra banda, la Zola i en Shu han proposat anar a les ruïnes del poble d'en Jiro que, després d'assegurar que allà no hi ha res, ha desaparegut. Pot ser que hi tingui res a veure la Gina, una amiga d'infantesa?                  |                                                                            |                         |                          |
| 32 | Aprenent de manipulador d'ombres Kage Tsukai no Deshi (影使いの弟子)       | 10 de novembre de 2007  |                          |
| La Zola i companyia s'han hagut d'aturar per culpa d'una avaria a la nau. En Shu s'ha ofert voluntari per anar al poble més a la vora a buscar provisions i la peça que els falta. Pel camí coneixerà en Tonto, un noi que està disposat a fer d'aprenent de manipulador d'ombres, sempre que en Shu hi estigui d'acord, és clar... Com s'ho agafarien els altres?!                     |                                                                            |                         |                          |
| 33 | El paradís de les calces Pantsu Tengoku (パンツ天国)                       | 17 de novembre de 2007  |                          |
| El primer i el segon capítol dels Extra Set van ajudar a augmentar la Força del Drac Blau d'en Shu i la del Minotaure d'en Jiro. En Marumaro està convençut que el tercer parla de la Força de la seva ombra, el Tigre Sabre. I està decidit a arribar fins al final, encara que sigui sol i hagi de reunir tots els Déus protectors del poble de Debi.                                 |                                                                            |                         |                          |
| 34 | El retorn d'en Gillian Giriamu Futatabi (ギリアム再び)                     | 24 de novembre de 2007  |                          |
| Ara que en Manumaro ha aconseguit alliberar la Força del Tigre Sabre, la Kluke i la Buquet no tenen clar cap a quines ruïnes s'han de dirigir. Mentrestant, en Gillian, que està decidit a recuperar la seva dignitat, ho aprofitarà per contraatacar amb un exèrcit de robots que són una autèntica obra d'art.                                                                        |                                                                            |                         |                          |
| 35 | L'hipopòtam de la llum Hikaru Kaba (光るカバ)                              | 1 de desembre de 2007   |                          |
| Davant de la sorpresa de la Zola i companyia, en Nene ha agafat les ruïnes de la Buquet amb la intenció de llançar-les damunt de la ciutat de Korin, que s'ha convertit en un punt de reunió important de les forces de la resistència. Sigui com sigui, la Zola té clar que ara, el més important, és augmentar la Força de la Buquet..                                                |                                                                            |                         |                          |
| 36 | La nova habilitat de la Buquet Hisohiso no Dokkan (ひそひそのどっかん)     | 8 de desembre de 2007   |                          |
| En Conrad s'ha compromès a protegir la ciutat de Korin i defensar l'honor dels Mestres Cavallers. La Buquet i l'Hipo, que han aconseguit augmentar la seva Força, provaran la seva eficàcia contra l'exèrcit de robots de l'Szabo. La Zola, d'altra banda, ha confessat que fa temps que sap que el Setè Guerrer de la Llum és, ni més ni menys, que en Nené.                           |                                                                            |                         |                          |
| 37 | La batalla final. La fortalesa aèria Kessen – Kūchū Yōsai (決戦·空中要塞)  | 15 de desembre de 2007  |                          |
| Després d'haver-se infiltrat a la Galió, la Fortalesa Aèria, i d'haver derrotat l'exèrcit d'Ombres Negres Tipus Tres de l'Szabo, en Shu i companyia per fi s'han trobat cara a cara amb el malvat Nene. En Jiro té clar que avui podrà venjar-se i posar fi a aquest viatge tan dur, però les forces del Rei del Gran Regne, d'entrada, semblen invencibles...                          |                                                                            |                         |                          |
| 38 | L'últim combat Saigo no Tatakai (最後の戦い)                               | 22 de desembre de 2007  |                          |
| En Nene està convençut que ara que la Zola és morta, els altres descendents dels Guerrers de la Llum no hi tenen res a fer davant de la seva Força invencible. La Kluke té clar que el primer que han de fer és calmar-se i unir totes les seves forces. És l'única possibilitat que tenen de derrotar els Setè Guerrer de la Llum. L'últim combat està servit...                       |                                                                            |                         |                          |
| 39 | El triomf Gaisen (凱旋)                                                    | 5 de gener de 2008      |                          |
| En Shu i els seus amics descendents dels Guerrers de la Llum han derrotat en Nene, el Rei del Gran Regne que volia dominar el món a través del terror. Ara arriben a la ciutat de Lògica per celebrar el triomf, sense saber, és clar, que encara els queda una cosa per fer. Els nous plans els coneixeran quan arribin a la Terra Segellada...                                        |                                                                            |                         |                          |
| 40 | Rozenkreutz Rōzenkuroitsu (ローゼンクロイツ)                               | 12 de gener de 2008     |                          |
| Tot i que en Nené ja no exerceix el poder, encara queden focus actius de l'exèrcit del Gran Regne, com el del General Horhel. La Zola i companyia ja han sortit cap a la Terra Segellada, on coneixeran els seus plans, sense saber que en Logi, l'Schneider i l'Andropov tenen intencions d'interceptar-los per descobrir el secret dels Manipuladors d'Ombres.                        |                                                                            |                         |                          |
| 41 | Ocell engabiat Kago no naka no Kotori (籠の中の小鳥)                       | 19 de gener de 2008     |                          |
| El General Logi s'ha emportat la Kluke i en Shu insisteix que l'han d'anar a rescatar immediatament. La Zola, que no hi està d'acord, l'hi impedeix i ordena a tot el grup que continuïn fent camí. El General Logi, d'altra banda, intentarà obligar la Kluke que li doni tota mena d'informacions manipulant-la perquè deixi de confiar en la Zola.                                   |                                                                            |                         |                          |
| 42 | Despertar Kakusei (覚醒)                                                   | 26 de gener de 2008     |                          |
| El General Logi s'ha emportat la Kluke i en Shu insisteix que l'han d'anar a rescatar immediatament. La Zola, que no hi està d'acord, l'hi impedeix i ordena a tot el grup que continuïn fent camí. El General Logi, d'altra banda, intentarà obligar la Kluke que li doni tota mena d'informacions manipulant-la perquè deixi de confiar en la Zola.                                   |                                                                            |                         |                          |
| 43 | Els set guerrers de la llum Shichinin no Hikari no Senshi (七人の光の戦士) | 2 de febrer de 2008     |                          |
| En Shu i companyia continuen la lluita contra el General Logi. La Kluke, que per fi ha pogut fugir, també els fa costat. Però a les ruïnes comencen a passar coses molt estranyes, i aviat els nostres herois s'enduran una sorpresa que no s'esperaven. Avui coneixeran la veritat que amagava la Zola, la veritat de les Tenebres.                                                    |                                                                            |                         |                          |
| 44 | La veritat Shinjitsu (真実)                                                | 9 de febrer de 2008     |                          |
| Després d'haver alliberat les Tenebres, en Shu i companyia han estat incapaços de reaccionar davant del que sembla una traïció de la Zola. Segons ella, ben aviat tot el món serà engolit per les Tenebres. El General Logi s'ha retirat per intentar trobar una solució. La Delphinium, d'altra banda, ha aturat els nostres herois mentre intentaven fugir...                         |                                                                            |                         |                          |
| 45 | Un altre pla Purupuru no poyon (ぷるぷるのぽよん)                          | 16 de febrer de 2008    |                          |
| Consternats per la traïció de la Zola, en Shu i companyia intenten salvar la gent dels pobles del costat. La Delphinium té clar que, si es queden de braços plegats, les Tenebres no trigaran a engolir el món sense distingir el Bé del Mal. En Logi també busca informació a Lògica que li permeti combatre les Tenebres d'una vegada per totes.                                      |                                                                            |                         |                          |
| 46 | Discordança Fukyōwaon (不協和音)                                           | 23 de febrer de 2008    |                          |
| En Shu per fi s'ha adonat que necessita l'ajuda del General Logi per evitar que les Tenebres acabin engolint tot el món. Ben mirat, l'única esperança que queda són els últims descendents dels Guerrers de la Llum. Això sí, en Shu haurà d'acceptar unes condicions d'en Logi que poden acabar sent molt perilloses.                                                                  |                                                                            |                         |                          |
| 47 | A dins de les tenebres Yami no naka e (闇の中へ)                           | 1 de març de 2008       |                          |
| La nau del General Logi intenta desesperadament arribar al cor de la Terra Segellada davant el terrible atac de les Ombres Tenebroses. S'han d'aventurar a entrar dins de les desconegudes i temudes Tenebres, sense tenir ni idea de quines condicions s'hi trobaran i que, al final, hauran de fer un sacrifici que ningú s'espera.                                                   |                                                                            |                         |                          |
| 48 | Les dues promeses Futatsu no chikai (二つの誓い)                           | 8 de març de 2008       |                          |
| Després d'abandonar la nau, en Shu i companyia, tal com els ha indicat el General Logi, es dirigeixen cap al centre de la Terra Segellada amb l'objectiu de trobar-hi la Zola. Abans, però, s'hauran d'enfrontar a les temudes Ombres Tenebroses, tenint molt present que, per segellar les Tenebres, han de ser-hi tots set Guerrers de la Llum, junts... i vius.                      |                                                                            |                         |                          |
| 49 | Zola Zora (ゾラ)                                                           | 15 de març de 2008      |                          |
| Després d'haver arribat al cor de la Terra Segellada, en Shu i la resta no s'acaben de creure que la Zola els hagi pogut trair d'aquesta manera i exigeixen una explicació a qui havia estat companya seva. Avui, la Zola els explicarà tota la veritat, però l'única veritat és que les Tenebres estan a punt d'engolir el món sencer.                                                 |                                                                            |                         |                          |
| 50 | Llaços Kizuna (絆)                                                         | 22 de març de 2008      |                          |
| La Zola no es deixa convèncer de cap manera. Ella té clar que si les Tenebres regeixen el món, les lluites i la tristesa desapareixeran per sempre. Ara, amb la Força de les Tenebres sembla invencible, i té l'oportunitat de desfer-se dels set Guerrers de la Llum alhora. Aquest, en realitat, era l'objectiu de convocar-los tots junts a la Terra Segellada...                    |                                                                            |                         |                          |
| 51 | Shu Shū (シュウ)                                                           | 29 de març de 2008      |                          |
| La Zola, convertida en Ratpenat, lluita en una dimensió molt diferent de la de la resta. En Shu i el Drac Blau són els encarregats de plantar-li cara. Mentrestant, els altres han de tenir-ho tot a punt per intentar segellar les Tenebres, abans que aconsegueixin engolir tot el món. Ara, tot depèn d'aquesta última batalla...                                                    |                                                                            |                         |                          |

### 2a temporada (2008-09)
| Núm. | Títol                                                               | Data d'emissió original | Data d'emissió en català |
| --- | ------------------------------------------------------------------- | ----------------------- | ------------------------ |
| 52 | El drac vermell Akaki Ryuu (紅き竜)                                 | 5 d'abril de 2008       |                          |
| Dos anys després de la guerra de les Tenebres, en Shu, que ha perdut l'Ombra, ara lluita contra el poderós exèrcit del General Logi al costat de la Buquet i d'en Legolas. Una gran explosió, probablement causada per una nova arma de l'exèrcit dels Rozenkreutz, atraurà en Shu i la Buquet cap a un misteriós cràter, on hi coneixeran un nou personatge...               |                                                                     |                         |                          |
| 53 | En Noy Noi (ノイ)                                                   | 12 d'abril de 2008      |                          |
| Després de la batalla de les Tenebres, el domini dels Rozenkreutz es va estendre per gairebé totes les regions del món. Ara, en Noy ha reviscut el Drac Blau i en Shu ha decidit emprendre un viatge per localitzar els seus antics companys amb l'objectiu de derrotar el General Logi. En Noy, però, continua sense voler explicar qui és i d'on ve...                      |                                                                     |                         |                          |
| 54 | Prova entre homes Otoko no Shoubu (漢の勝負)                        | 19 d'abril de 2008      |                          |
| En Mihael ha recordat a en Shu que a partir d'ara totes les decisions que prengui determinaran el futur del món. Els Éssers Superiors l'han triat a ell com a representant del seu món interior. Avui, els nostres herois es dirigeixen cap al poblat de la Tribu Debi. En Noy, d'altra banda, continua sense revelar la seva identitat. Qui deu ser?!                        |                                                                     |                         |                          |
| 55 | Les escates del desig Yokubou no Uroko (欲望の鱗)                   | 26 d'abril de 2008      |                          |
| Amb l'objectiu de localitzar en Jiro i la Kluke, en Shu i companyia es dirigeixen cap a Korin, la ciutat dels informadors. Per arribar-hi hauran de travessar unes muntanyes mirant, sobretot, que no els descobreixin l'exèrcit de Rozenkreutz, que estan en plena batalla contra un grup de la Resistència.                                                                 |                                                                     |                         |                          |
| 56 | La piràmide decrèpita Kuchita Piramiddo (朽ちたピラミッド)          | 3 de maig de 2008       |                          |
| En Shu i companyia han arribat a Harrywood, una ciutat paradisíaca del desert. Allà s'han trobat amb en Legolas, que els ha explicat que hi ha anat per obtenir fons per organitzar la Resistència. De sobte, una estranya piràmide ha començat a atacar la ciutat. L'única alternativa per defensar-la sembla que són les Ombres...                                          |                                                                     |                         |                          |
| 57 | Camins diferents Sorezore no Michi (それぞれの道)                   | 10 de maig de 2008      |                          |
| En Shu, la Buquet, en Noy i en Marumaro per fi han arribat a Korin, una ciutat molt especial on es compra i ven informació. Aviat coneixeran la Sui, la germana més petita del malaguanyat Homeron, la seva digna successora, que serà la informadora que els ajudarà a localitzar en Jiro... i probablement la Kluke!                                                        |                                                                     |                         |                          |
| 58 | El primer amor Hatsukoi (初恋)                                      | 17 de maig de 2008      |                          |
| Esgotats i molt afamats, en Shu i companyia han decidit aturar-se en un poble pacifista a demanar menjar. Agraïts per la seva hospitalitat, els nostres herois decideixen tornar-los el favor ajudant-los a reconstruir el poble, que no para de patir atacs d'un grup de bandits. El líder és l'Schmidt, un home molt cruel amb el seu propi exèrcit de soldats robot.       |                                                                     |                         |                          |
| 59 | L'elecció de la noia Kanojo no Sentaku (彼女の選択)                 | 24 de maig de 2008      |                          |
| En Shu ha decidit deixar la Buquet i en Marumaro a la platja per anar a buscar la Kluke pel seu compte. En Noy insisteix que l'hi vol acompanyar per ajudar la Kluke a recuperar la seva Ombra, però en Shu està decidit a anar-hi tot sol. El problema és que abans de parlar amb la Kluke, haurà de passar pel filtre de l'Andropov...                                      |                                                                     |                         |                          |
| 60 | La dansa de l'amor Ai no Dansu (愛のダンス)                         | 31 de maig de 2008      |                          |
| En Marumaro, amb la intenció d'animar els seus companys, els ha fet caure a tots en l'encís de dues ballarines, la Donna i la Leila, capaces, amb el poder que els va atorgar en Mihael, de fer morir tothom de gelosia. A més, aviat descobriran que les dues noies porten el símbol de l'Escata de Drac marcada al coll...                                                  |                                                                     |                         |                          |
| 61 | Batecs d'alegria Dokidoki no Powan (どきどきのぽわん)               | 7 de juny de 2008       |                          |
| En Rudolf ha enviat la Lotta a parlar amb en Mihael perquè no acaba de confiar en ell. Els nostres herois són a Lògica, perquè en Shu vol consultar uns llibres. És clar que la Lotta representa un perill enorme pels nostres herois, i avui comunicarà a en Shu que ell és el seu Elegit. Pensi el que pensi, en Shu no es podrà escapar de les proves.                     |                                                                     |                         |                          |
| 62 | En Mihael Mikyaeru (ミヒャエル)                                     | 14 de juny de 2008      |                          |
| Després de parlar amb la Lotta, en Shu està decidit a trobar-se amb en Mihael per plantar-li cara i demanar-li que acabi d'una vegada amb tot el seguit de proves que els està plantejant i que estan fet patir tanta gent innocent. Per fer-ho, en Shu i companyia s'hauran d'allunyar de la ciutat de Lògica, la qual cosa suposa un gran perill tal com estan les coses... |                                                                     |                         |                          |
| 63 | La decisió d'en Noy Noi no Ketsudan (ノイの決断)                    | 21 de juny de 2008      |                          |
| Continua el combat que enfronta en Shu i en Mihael, que intenta confondre el nostre heroi fent-li creure que no és l'autèntic Mihael, sinó un altre clon. L'ajuda d'en Noy serà crucial: esvairà els dubtes d'en Shu perquè pugui acorralar en Mihael. Ara, per fi, es veurà obligat a adoptar el seu aspecte de veritat, el de l'Ésser Superior que representa.              |                                                                     |                         |                          |
| 64 | La brigada blanca Shiro no Ryodan (城の旅団)                        | 28 de juny de 2008      |                          |
| L'aparició de la Brigada Blanca ha fet fugir en Mihael. En Shu i els seus companys, si volen evitar l'atac del poderós Brionac, ben aviat també hauran de fer el mateix. Al final, acabaran refugiant-se a la ciutat de Nirvana, sense saber, és clar, que és el quarter general de la mateixa Brigada Blanca que els persegueix.                                             |                                                                     |                         |                          |
| 65 | La noia de l'oracle Michibiki no Shōjo (導きの少女)                 | 5 de juliol de 2008     |                          |
| En Shu i companyia continuen intentant fugir de Nirvana, la ciutat base de la Brigada Blanca. En Shu ha proposat fer-ho pel bosc, a través dels jardins del castell, però quan ha anat a comprovar la ruta, s'ha trobat amb una nena que ja li havia aparegut en somnis i que li ha dit que s'han de dirigir a Laibach per evitar que el caos es torni a apoderar del món.    |                                                                     |                         |                          |
| 66 | Desmaiats i fets pols Herohero no batan (へろへろのばたん)          | 12 de juliol de 2008    |                          |
| De camí cap a Laibach, en Shu i companyia han arribat a una ciutat fantasma enmig del desert, que sembla ben bé que estigui encantada. La mala notícia, però, és que la Buquet s'ha posat malalta. Els seus companys, per trobar el remei per curar-la, hauran de seguir tot d'indicacions cada vegada més surrealistes.                                                      |                                                                     |                         |                          |
| 67 | Assalt a Nirvana Totsunyuu Niruvaana (突入ニルヴァーナ)             | 19 de juliol de 2008    |                          |
| Ara que en Shu, la Buquet i la resta han pogut fugir de Nirvana, en Jiro ha decidit infiltrar-se al castell per intentar esbrinar els misteriosos motius pels quals la Brigada Blanca vol eliminar definitivament les Ombres. En Furioso, d'altra banda, ja està fent els preparatius per a l'expedició i establint les tàctiques de combat amb l'arma nova.                  |                                                                     |                         |                          |
| 68 | Sospirs de satisfacció Churuchuru no ahan (ちゅるちゅるのあはん)    | 26 de juliol de 2008    |                          |
| La Lotta no es pot treure del cap la Buquet i continua molt intrigada per la seva actitud. De fet, ha decidit enviar-li una papallona perquè faci realitat els seus desitjos amb l'objectiu de conèixer el seu secret més íntim. Mentrestant, en Shu i la resta ajuden una nena molt curiosa que els ha convidat a menjar a casa seva.                                        |                                                                     |                         |                          |
| 69 | La ciutat dels dracs Ryuu no Machi (竜の街)                         | 2 d'agost de 2008       |                          |
| En Shu i companyia per fi han arribat a Laibach, la ciutat dels dracs, on es troben amb en Legolas i dos Mestres Cavallers, en Conrad i en Kriz, i el seu subordinat, en Danel, un informador de primera. Ells els acompanyaran fins a l'entrada d'un antic temple que podria ocultar la clau que explicaria el comportament dels Éssers Superiors.                           |                                                                     |                         |                          |
| 70 | El que reposa sota terra Chika ni Nemuri Shimono (地下に眠りしもの) | 9 d'agost de 2008       |                          |
| Davant del temple i incapaços d'obrir la porta, en Noy per fi ha confessat que és un Ésser Superior. El que encara no saben és que a l'interior del temple s'hi trobaran en Mihael, que els explicarà que els Éssers Superiors cada vegada veuen més clar que el que hauran de fer és destruir la seva civilització... Però, qui són, en realitat, els Éssers Superiors?!     |                                                                     |                         |                          |
| 71 | La Lotta i en Noy Rotta to Noi (ロッタとノイ)                       | 16 d'agost de 2008      |                          |
| Després d'entrar al temple subterrani i de parlar amb un dels dracs que representa la forma real dels Éssers Superiors, en Conrad i companyia han descobert que els Manipuladors d'Ombres han estat els escollits per representar aquest món. Si mai s'equivoquen, els Éssers Superiors estan disposats a destruir-lo.                                                        |                                                                     |                         |                          |
| 72 | Nous dracs Aratanaru Ryuu (新たなる竜)                              | 23 d'agost de 2008      |                          |
| Els Éssers Superiors han descobert que en Shu i companyia han aconseguit accedir als arxius de Buoira. És evident que no volen compartir els seus coneixements amb ells, per això han decidit detenir-los. Els encarregats de dur a terme la missió seran dos nous dracs: en Faguino i en Hildegard.                                                                          |                                                                     |                         |                          |
| 73 | L'hipopotaman Hipopotaman (ヒポポタマン)                            | 30 d'agost de 2008      |                          |
| La Buquet ha informat a en Shu i companyia que se'ls han acabat els diners. Ara, si volen continuar el viatge, hauran de buscar feina. De fet, en Marumaro de seguida aconseguirà que el contractin en una pastisseria, fent una feina que, d'entrada, sembla deliciosa, però que no acabarà, ni de bon tros, tan bé com s'esperava...                                        |                                                                     |                         |                          |
| 74 | El xiuxiueig de la Madame Madamu no Sasayaki (マダムのささやき)     | 6 de setembre de 2008   |                          |
| En Faguino, que no està gaire d'acord amb els resultats de les proves a les quals els seus companys han sotmès els Manipuladors d'Ombres, ha decidit actuar pel seu compte. Ara el resultats, a més de ser força curiosos, seran tot un maldecap per a en Shu i companyia...                                                                                                  |                                                                     |                         |                          |
| 75 | El retorn del fantasma Shishi no Kikan (死者の帰還)                 | 13 de setembre de 2008  |                          |
| Un missatger misteriós ha fet saber a en Shu i companyia que la Sui, la millor informadora del món, els ha de comunicar una notícia molt important. Ben aviat es reuniran amb ella i en Jiro perquè els expliquin el veritable objectiu de la Brigada Blanca. |                                                                     |                         |                          |
| 76 | Una veu que no arriba Todokanu Koe (とどかぬ声)                     | 20 de setembre de 2008  |                          |
| La Brigada Blanca, que actua segons les profecies de la petita Prímula, ja té gairebé a punt els preparatius de la nova arma anti-Ombres que li permetrà enfrontar-se a l'exèrcit del General Logi. En Shu, d'altra banda, ha decidit que el millor que pot fer és convèncer la Prímula que aturi la guerra.                                                                  |                                                                     |                         |                          |
| 77 | El desig de la sacerdotessa Kanojo no Nozomi (彼女の望み)           | 27 de setembre de 2008  |                          |
| Després d'haver parlat amb la Prímula i de comprovar que la Brigada Blanca no s'aturarà per res, en Noy ha proposat a en Shu i els seus companys que intentin fer raonar el General Logi. Aviat, a més, el nostre heroi s'adonarà que el poble de la Kluke és molt a prop de la seva posició. Si les coses no canvien, el xoc entre els dos exèrcits és inevitable.           |                                                                     |                         |                          |
| 78 | Esclata la guerra Kaisen (開戦)                                     | 4 d'octubre de 2008     |                          |
| Després de les negatives del General Logi d'aturar el xoc entre els dos exèrcits, en Shu i companyia, amb la Kluke i el Fènix al peu del canó, observen com l'esclat de la guerra ja és un fet. Ara, que el món continuï existint o no, només depèn dels Éssers Superiors...                                                                                                  |                                                                     |                         |                          |
| 79 | El vol dels Sleipnir Sureipuniru Hishō (スレイプニル飛翔)           | 11 d'octubre de 2008    |                          |
| Malgrat tots els esforços d'en Shu i companyia, el General Logi ha decidit enfrontar-se a la Brigada Blanca fent servir la nova arma de Rozenkreutz, els Sleipnir, un mecanisme basat en les ombres, que transforma l'energia en mobilitat i potència de foc. Encara no és conscient, però, que els Éssers Superiors ho saben tot abans que passi...                          |                                                                     |                         |                          |
| 80 | El poder de l'oracle Shintaku no Chikara (神託の力)                 | 18 d'octubre de 2008    |                          |
| Amb la col·laboració primordial de la Kluke i l'Andropov, en Shu i companyia intenten aturar els enfrontaments entre la Brigada Blanca i les tropes de Rozenkreutz. En Mihael, un dels Éssers Superiors, cada cop veu més clar que no té cap sentit que existeixi una espècie així. La Lotta, en canvi, no hi està tan d'acord...                                             |                                                                     |                         |                          |
| 81 | Un món dividit Wakatareta Sekai (分かたれた世界)                    | 25 d'octubre de 2008    |                          |
| La desobediència d'en Mihael ha provocat la ira dels Éssers Superiors. En Rudolf, molt indignat, s'ha dirigit directament a tots els presents en el camp de batalla, perquè comprovin de primera mà el càstig que imposa a aquells de desafien les seves lleis. |                                                                     |                         |                          |
| 82 | El cavaller i la noia Kishi to Shōjo (騎士と少女)                   | 1 de novembre de 2008   |                          |
| Havent-se acomiadat de la Kluke i l'Andropov, en Shu, la Buquet, en Noy i en Marumaro es dirigeixen cap a Zmei. Mentrestant, en Jiro i la Sui, que són a l'altre costat del mur que han construït els Éssers Superiors, miren de trobar la manera de travessar-lo. La Brigada Blanca, per la seva banda, analitza el resultat de la batalla.                                  |                                                                     |                         |                          |
| 83 | La ciutat de la bona cuina Bishoku no Machi (美食の街)              | 8 de novembre de 2008   |                          |
| En Shu i companyia han arribat a una ciutat en ruïnes, que ha resultat ser la famosa Savaranchie, coneguda mundialment com la capital de la bona cuina. En Michelin, el guia més expert dels millors restaurants i els millors menús de la ciutat, els explicarà que tot plegat ha estat obra d'un monstre... De qui deu parlar?!                                             |                                                                     |                         |                          |
| 84 | L'atac de la Matilda Machiruda Shutsugeki (マチルダ出撃)            | 15 de novembre de 2008  |                          |
| En Noy i els Manipuladors d'Ombres han arribat a un poble situat molt a prop del mur gegantí que van construir els Éssers Superiors. Allà hi han conegut la Matilda, de Rozenkreutz, que està disposada a trencar el mur per la zona més fràgil, però sense tenir en compte que podria acabar sepultant tot el poble. L'acció és imminent!                                    |                                                                     |                         |                          |
| 85 | Somriure fals Itsuwari no Egao (偽りの笑顔)                         | 22 de novembre de 2008  |                          |
| Després d'un petit incident enmig del desert, en Hildegard ha fet saber a en Shu i companyia que s'han de dirigir cap a la ciutat de Moa, on els tenen un "joc" preparat. D'altra banda, el General Logi continua buscant la manera de passar a l'altre costat del mur, conscient que la Delphinium té una cosa molt interessant per explicar-li.                             |                                                                     |                         |                          |
| 86 | La prova final Saigo no Shiren (最後の試練)                         | 29 de novembre de 2008  |                          |
| En Noy s'ha esquinçat un turmell i els nostres herois s'han vist obligats a quedar-se uns quants dies al mateix poble. En realitat, la Buquet està molt contenta, perquè sap que per fi tindrà temps per passar-lo a soles amb en Shu, però ben aviat canviaran les coses... I és que un profeta els anunciarà la fi de l'espècie humana!                                     |                                                                     |                         |                          |
| 87 | El moment decisiu Ketsudan no Koku (決断の刻)                       | 6 de desembre de 2008   |                          |
| Amb les dades que tenen fins al dia d'avui els Éssers Superiors, en Rudolf ha donat per començat el Consell sobre el futur de la humanitat. La guerra entre les Tenebres i els Manipuladors es va acabar amb la victòria dels Guerrers de la Llum. Ara, el món torna a estar en conflicte i cal decidir si la humanitat es mereix o no continuar existint.                    |                                                                     |                         |                          |
| 88 | En Vermilion Vaamirian (ヴァーミリアン)                             | 13 de desembre de 2008  |                          |
| Després del consell especial, els Éssers Superiors han decidit que no poden deixar que la humanitat continuï com fins ara i han acordat que, per protegir aquest món, l'han de purgar com abans millor. En Shu i companyia intenten aturar-los, però no poden ser a tot arreu. En Noy continua insistint que, per vence'ls, primer han d'arribar al temple de Zmei.           |                                                                     |                         |                          |
| 89 | Un món de bellesa Utsukushiki Sekai (美しき世界)                    | 20 de desembre de 2008  |                          |
| Després que en Vermilion s'hagi sacrificat perquè poguessin obrir un camí nou, els nostres herois tenen tres opcions: mirar d'evitar el que va veure la Prímula i que no es mori la Kluke, unir les seves forces amb la Brigada Blanca per lluitar contra els Éssers Superiors, o dirigir-se cap a les ruïnes del temple de Zmei. Què és el més important?!                   |                                                                     |                         |                          |
| 90 | Poders que ressuciten Yomigaeru Chikara (よみがえる力)              | 27 de desembre de 2008  |                          |
| En aquests moments, el grup va cap a tres objectius diferents: la Buquet i en Marumaro van a salvar la Kluke, en Noy cap a Zmei, el temple on descansen els misteris dels Éssers Superiors, i en Shu cap al lloc on hi haurà la gran batalla entre els Éssers Superiors i la Brigada Blanca. En Hildegard, mentrestant, inicia l'atac contra el General Logi.                 |                                                                     |                         |                          |
| 91 | El temple perdut Ushinawareta Shinden (失われた神殿)                | 10 de gener de 2009     |                          |
| En Shu i la Prímula continuen fent camí i ajudant tot de gent que es veu amenaçada pels dracs d'en Rudolf. En Noy per fi ha arribat al temple de Zmei i s'ha trobat amb el grup d'en Conrad i en Legolas. La Buquet i en Marumaro són els que estan més desesperats. I és que cada cop veuen més llunyana la possibilitat de trobar la Kluke.                                 |                                                                     |                         |                          |
| 92 | El camp de flors Hanazono (花園)                                    | 17 de gener de 2009     |                          |
| La Buquet i en Marumaro estan fent mans i mànigues perquè no es compleixi la profecia de la Prímula, l'Adveniment del Drac Blanc, que deia que travessaria el cos de la Kluke. L'escenari era la terra de l'arc iris etern, un lloc ple de flors... El botxí, la Lotta! |                                                                     |                         |                          |
| 93 | El bufó mossega Mogumogu no bafuun (モグモグのバフ〜ン)             | 24 de gener de 2009     |                          |
| En Shu, la Prímula i l'Szabo per fi s'han trobat amb la Brigada Blanca. De fet, en Shu en continua sent el seu principal objectiu, però el doctor Tarkovski ha decidit deixar-lo parlar. En Shu els ha demanat que parin de lluitar contra ells i Rozenkreutz, però en Furioso té clar que ells sols són perfectament capaços de salvar el món...                             |                                                                     |                         |                          |
| 94 | La defensa de Zmei Zumei kōbō (ズメイ攻防)                          | 31 de gener de 2009     |                          |
| El doctor Tarkovski per fi ha accedit a les peticions d'en Shu i la Prímula i ha declarat el final de la guerra amb Rozenkreutz i la reconciliació amb tots els Manipuladors d'Ombres. En Noy està procurant configurar el "Transportador", però en Rudolf ja ha enviat els seus dracs voladors a atacar el temple de Zmei.                                                   |                                                                     |                         |                          |
| 95 | Cap al cel Sora he (空へ)                                           | 7 de febrer de 2009     |                          |
| Els enginyers de la Brigada Blanca continuen enllestint els preparatius que han de fer possible que el Transportador de Matèria s'enlairi en direcció al Castell d'Arcàdia, la base dels Éssers Superiors, amb l'objectiu de salvar la humanitat. Mentrestant, en Shu i companyia miren d'impedir que en Hildegard i en Faguino els sabotegin els plans.                      |                                                                     |                         |                          |
| 96 | Els éssers superiors Joui seimeitai (上位生命体)                    | 14 de febrer de 2009    |                          |
| Després de molts sacrificis en el camp de batalla, el llançament del Transportador ha estat un èxit i els Manipuladors d'Ombres ja es dirigeixen cap al Castell d'Arcàdia, on la Lotta comença a sospitar de les intencions d'en Rudolf. Avui en Shu i companyia obtindran una informació molt important dels Éssers Superiors...                                             |                                                                     |                         |                          |
| 97 | Castell d'Arcadia Tenkai no shiro (天界の城)                        | 21 de febrer de 2009    |                          |
| En Shu i el petit grup d'escollits han aconseguit arribar al Castell d'Arcàdia per intentar salvar la humanitat. En Faguino, molt ressentit, intentarà aturar-los. Tal com està la situació, l'únic que podia fer en Shu era arriscar-se a fer la fusió amb el Drac Blau, que, d'entrada, ha estat un èxit. Aviat, però, el Drac Blau, es quedarà immòbil... Què deu passar?! |                                                                     |                         |                          |
| 98 | La Lotta Rotta (ロッタ)                                             | 28 de febrer de 2009    |                          |
| En Rudolf i en Hildegard han decidit jutjar la Lotta per haver-se rebel·lat contra el Consell dels Éssers Superiors. En Shu, tot i haver quedat esgotat després de la primera fusió amb el Drac Blau i la batalla amb en Faguino, ha deixat ben clar que està disposat a plantar cara a en Rudolf per salvar la Lotta.                                                        |                                                                     |                         |                          |
| 99 | La batalla final Saigo no kessen (最後の決戦)                       | 7 de març de 2009       |                          |
| En Shu, que no s'ha recuperat del tot, continua la batalla contra en Rudolf, que encara no ha demostrat tota la seva força. La diferència de poder cada vegada es fa més evident. De sobte, apareix una llum blanca molt estranya que prové de la Prímula. Ara, per fi, podrà recordar què és el que l'ha portat fins aquí...                                                 |                                                                     |                         |                          |
| 100 | Kaizer Suvert Kaizaa Suveruto (カイザースヴェルト)                  | 14 de març de 2009      |                          |
| En Shu continua lluitant sense èxit contra un Rudolf convençut d'eliminar la humanitat. En realitat, en Rudolf encara no s'ha posat a lluitar de veritat. D'altra banda, en Noy, que ha experimentat una mena de miracle, s'ha adonat que els Éssers Superiors no són déus. Ara, però, en Rudolf està a punt de crear el Kaizer Suvert, una fortalesa indestructible.         |                                                                     |                         |                          |
| 101 | Records Kioku (記憶)                                                | 21 de març de 2009      |                          |
| En Rudolf, cap dels Éssers Superiors, ha convertit el Castell d'Arcàdia en una fortalesa indestructible, el Kaizer Suvert. Mentre els Manipuladors d'Ombres intenten eliminar la barrera protectora amb l'ajuda de les tropes Rozenkreutz del General Logi, en Shu, inconscient, rep la visita d'una vella amiga.                                                             |                                                                     |                         |                          |
| 102 | El cel blau Aoi sora (青い空)                                       | 28 de març de 2009      |                          |
| Ha arribat el moment de la veritat. En Shu i el Drac Blau despleguen tota la seva força per enfrontar-se a en Rudolf per salvar la humanitat de l'anihilació total. La vida d'en Shu s'està apagant, però ell continua convençut que és capaç de canviar el destí. Caldran els sentiments de tot el món per derrotar el poderós Rudolf! No et perdis el gran final!           |                                                                     |                         |                          |